# Prizren

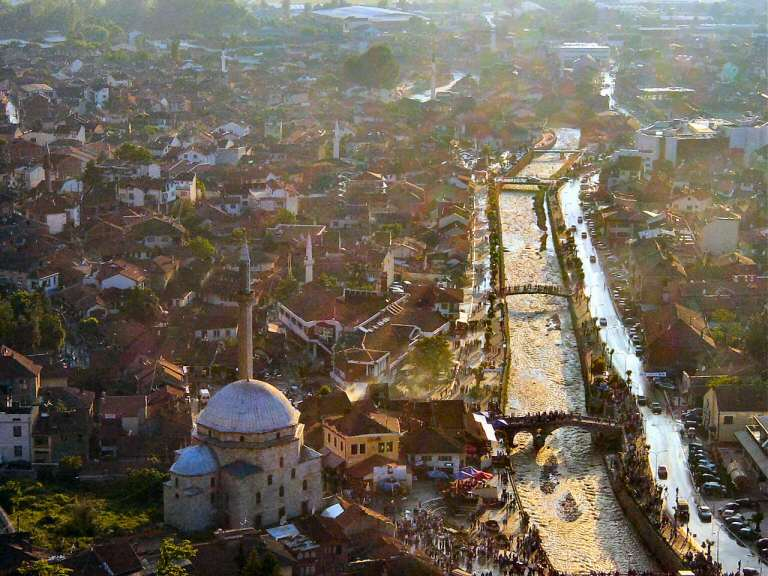
Panoramă a orașului Prizren.

Prizren (albaneză Prizren sau Prizreni sârbă Призрен, cu alfabetul latin: Prizren turcă Prizren) este un oraș istoric situat în sudul provinciei autonome Kosovo. Este de asemenea și reședința districtului Prizren.
Orașul are o populație de aproxamativ 170.000, cei mai mulți fiind de etnie albaneză. Populația municipiului este de 221.000 locuitori  Arhivat în 12 noiembrie 2014, la Wayback Machine., care cuprinde atât orașul cât și alte 76 de sate.
Prizren este situat pe pantele munților Šar în sudul Republici Kosovo la. Municipiul are o frontieră cu Albania și Macedonia.

## Istorie
Zona din valea Prizren a fost locuită de iliri încă din antichitate.
Orașul exista de pe vremea Imperiului Roman, iar în secolul al II-lea D.H. este menționat sub numele Theranda în Geografia lui Ptolemeu. În secolul al V-lea, este menționat sub numele Petrizên de Procopius din Cezarea în De aedificiis (Cartea IV, capitolul 4). Uneori este menționat și în raport cu Justiniana Prima.
Se presupune că numele său provine de la un cuvânt antologic în limba sârbă Призрѣнь, de la при-зрѣти, indicând cetate care ar putea fi văzută de la distanță. (comparat cu Přízřenice din Cehia).
Din 830 D.H., atât orașul cât și toată regiunea, au fost incluse în Imperiul Bulgar. În 1018, după căderea primul imperiu bulgar sub Tsar Samuel, bizantinii au creat o Temă de Bulgaria ridicând o Episcopie bulgară în Prizren.
Într-un război alături de cruciați împotriva Imperiului Bizantin, ducele sârb Ștefan Nemanja a cucerit Prizren în 1189, dar după înfrângerea din 1191, a fost nevoit să predea orașul Imperiului Bizantin. Orașul a fost cucerit de Imperiul Bulgar în 1204, deși a fost recucerit mai târziu de prințul Ștefan al II-lea de Nemanjić al Serbiei în 1028 în timpul unei perioade de instabilitate internă în Bulgaria sub domnia lui Boril.
În timpul domniei lui Ștefan Dușan de-a lungul secolului al XIV-lea, Prizren a devenit curte imperială și centru politic al Regatului Sârbilor. Între 1343 - 1352 Țarul Dușan a ridicat mănăstirea Sfinților Arhangheli în apropierea orașului.

### Prizren în timpul războiului din Kosovo
Orașul Prizren nu a fost afectat în timpul războiului din Kosovo, dar împrejurările din municipiu au fost grav afectate în 1998-1999. Înainte de război, Organizația pentru Securitate și Cooperare în Europa structura populației era de 78% albanezi , 5% sârbi, și 17% alte etnii. În timpul războiului o mare parte a poplației albaneze a fost fie obligată, fie prin intimidare să părăsească orașul.
După sfârșitul războiului în iunie 1999, o mare parte din albanezi s-au întors în Prizren. Minoritățile sârbe și rome au părăsit Prizren, după sfârșitul războiului cu estimări de 97% sârbi și 60% romi.
După sfârșitul războiului, majoritatea populației este de origine albaneză, dar există și minorități precum turci, ashkali (o minoritate declarând că sunt romi albanezi), și bosnieci. Aceste minorități se găsesc atât în oraș cât și în satele din apropiere, precum Screcka, Mamusa, regiunea Gora, etc. Arhivat în 8 martie 2005, la Wayback Machine.
Războiiul și urmările acestuia nu au făcut decât să afecteze și mai mult orașul, bombardamentele NATO au limitat locurile militare și forțele de securitate din preajma Prizren. Forțele sârbe au distrus un monument cultural albanez în Prizren, și anume clădirea Liga Prizren. De asemenea, forțele sârbe au făcut un efort mare ca să atace moscheile, pentru a insulta religia populației. Mai multe pagube au fost produse în timpul tensiunilor etnice din Kosovo asupra monumentelor culturale precum bisericile ortodoxe sârbe: Biserica Sfintei Mântuiri, Biserica Sfântului Gheorghe (cea mai mare biserică din oraș), Sfântul Gheorghe Runjevac, capela Sfântului Nicolae, mănăstirea Sfinților Arhangheli, precum și seminarul din Prizren, și toate casele unde locuiau preoți, au fost distruse de albanezi extremiști ca răzbunarea în timpul tensiunilor.

## Actualul Prizren
Deși sunt foarte puțini sârbi în oraș, municipiul a rămas cel mai cultural și etnic eterogen din Kosovo, păstrând comunitățile bosniaci, turci, și romi în plus față de majoritatea populatiei albaneze din Kosovo trăiesc în Prizren. De asemenea un număr semnificativ de sârbi kosovari locuiesc în sate mici, în enclave sau complexe de locuințe protejate. Mai mult, comunitate turcă din Prizren este social proeminentă și influențabilă, iar limba turcă este vorbită chiar și de non-turci.

## Personalități născute aici
- Ivica Dačić (n. 1966), politician, fost premier;
- Petrit Çeku (n. 1985), chitarist;
- Bersant Celina (n. 1996), fotbalist.